# Roelof Bisschop
Roelof (Roel) Bisschop (Staphorst, 30 november 1956) is een Nederlands historicus, voormalig politicus voor de Staatkundig Gereformeerde Partij (SGP) en directeur in het voortgezet onderwijs. Van 20 september 2012 tot 5 december 2023 had hij zitting in de Tweede Kamer.

## Opleiding en loopbaan
Bisschop begon in 1978 zijn werkzame leven als leraar geschiedenis aan het Ichthus College in Veenendaal en werd daar later sectordirecteur van de bovenbouw van de havo en het vwo. Bisschop was ook nog enige tijd leraar geschiedenis aan De Driestar in Gouda. Van maart 2008 tot september 2012 is hij werkzaam geweest als locatiedirecteur van de locatie Revius van de Rotterdamse reformatorische scholengemeenschap het Wartburg College.
In 1993 promoveerde Bisschop aan de Universiteit Utrecht op een onderzoek naar de "Neerlands Israël"- of "tweede Israël"-gedachte bij de 17e- en 18e-eeuwse predikanten in de gereformeerde kerk. Hierin beklemtoonde hij dat de predikanten de gereformeerde kerk en niet het land Nederland zagen als een tweede Israël. In 2001 schreef hij het historisch overzicht in het Nederlandstalige handboek over het puritanisme, Het puritanisme. Geschiedenis, theologie en invloed. Hij publiceerde verschillende kleinere studies over de geschiedenis van Veenendaal en over het voor de SGP-politiek centrale begrip 'theocratie'.
Naast zijn dagelijkse werkzaamheden en wetenschappelijke activiteiten was Bisschop onder andere secretaris van de raad van toezicht van de reformatorische organisatie voor ontwikkelingssamenwerking Woord en Daad. Ook verzorgde hij enkele jaren een column in het Reformatorisch Dagblad. Bisschop behoort tot de belangrijkste opiniemakers in bevindelijk gereformeerde kring. Hij is lid van de Hersteld Hervormde Kerk.

### In de politiek
Van ongeveer eind 1986 tot april 2007 zat hij namens de SGP in de gemeenteraad van Veenendaal, vanaf circa 1991 als fractievoorzitter. Bisschop was vanaf 2003 tot 2011 ook lid van de Provinciale Staten van de provincie Utrecht. Sinds de Provinciale Statenverkiezingen van 2007 betreft dit een eenmansfractie (hoofdzakelijk gekomen doordat de Utrechtse Staten met zestien zetels werden verkleind), waardoor hij sindsdien tevens fractievoorzitter was. Omdat hij er hierdoor in de Staten alleen voor kwam te staan, gaf hij zijn raadszetel op. Op 13 juni 2009 ging Bisschop bij de 35e EO-Jongerendag in debat met onder meer Prem Radhakishun, Joël Voordewind en Sabine Uitslag. In april 2010 werd hij door de SGP op de derde plaats van de kandidatenlijst voor de Tweede Kamerverkiezingen geplaatst maar werd met 3.480 stemmen niet gekozen.
Bisschop haalde in de zomer van 2006 het nieuws nadat een meerderheid van de SGP-leden had gestemd voor het lidmaatschap van vrouwen van deze orthodox-gereformeerde partij. Hoewel geen voorstander had hij ook voorgestemd. Hij sprak de verwachting uit dat vrouwen niet opeens in groten getale lid zouden willen worden omdat het iets zou zijn wat vooral door vrouwen van buiten de SGP zou zijn opgedrongen.
Bij de Tweede Kamerverkiezingen van 12 september 2012 haalde de SGP een derde zetel binnen, die op 20 september dat jaar door Bisschop werd ingenomen. Hij maakte zich sterk voor boeren, vissers en tuinders en voor de vrijheid van onderwijs. Ook legde hij de vinger bij de asielproblematiek en bij wat hij ziet als doorgeschoten genderideologie. Op 8 september 2023 heeft hij aangegeven de politiek te verlaten vanwege zijn pensioengerechtigde leeftijd.

## Verkiezingsuitslagen
| Verkiezing                                     | Partij           | Positie    | Stemmen |
| ---------------------------------------------- | ---------------- | ---------- | ------- |
| Tweede Kamerverkiezingen 1994                  | SGP              | 17 (lijst) | 161     |
| Tweede Kamerverkiezingen 1998                  | SGP              | 15 (lijst) | 242     |
| Europese Parlementsverkiezingen 1999           | SGP, GPV en RPF  | 17 (lijst) |         |
| Tweede Kamerverkiezingen 2002                  | SGP              | 15 (lijst) | 326     |
| Tweede Kamerverkiezingen 2003                  | SGP              | 15 (lijst) | 165     |
| Europese Parlementsverkiezingen 2004           | ChristenUnie-SGP | 20 (lijst) |         |
| Tweede Kamerverkiezingen 2006                  | SGP              | 16 (lijst) | 145     |
| Gemeenteraadsverkiezingen 2010 in Veenendaal   | SGP              | 5          | 50      |
| Tweede Kamerverkiezingen 2010                  | SGP              | 3 (lijst)  | 3.480   |
| Tweede Kamerverkiezingen 2012                  | SGP              | 3 (lijst)  | 2.234   |
| Gemeenteraadsverkiezingen 2014 in Veenendaal   | SGP              | 30         | 63      |
| Provinciale Statenverkiezingen 2015 in Utrecht | SGP              | 30         | 236     |
| Tweede Kamerverkiezingen 2017                  | SGP              | 3 (lijst)  | 1.570   |
| Gemeenteraadsverkiezingen 2018 in Veenendaal   | SGP              | 29         | 52      |
| Provinciale Statenverkiezingen 2019 in Utrecht | SGP              | 30         |         |
| Tweede Kamerverkiezingen 2021                  | SGP              | 3 (lijst)  | 4.263   |
| Gemeenteraadsverkiezingen 2022 in Veenendaal   | SGP              | 29         | 74      |

## Voornaamste publicaties
- Sions vorst en volk. Het tweede-Israëlidee als theocratisch concept in de Gereformeerde kerk van de Republiek tussen ca. 1650 en ca. 1750. Veenendaal: Kool, 1993. ISBN 90-900-5809-5
- Het puritanisme. Geschiedenis, theologie en invloed. Met W. van 't Spijker en W.J. op 't Hof. Zoetermeer: Boekencentrum, 2001. ISBN 90-239-0478-8

- Bibliothèque nationale de France: cb13774552t (data)
- Gemeinsame Normdatei: 172722403
- International Standard Name Identifier: 0000 0000 3409 0295
- Library of Congress Control Number: n99017062
- Nederlandse Thesaurus van Auteursnamen: 100106846
- Parlement.com: vj0ob8scsw3o
- Système universitaire de documentation: 254053742
- Virtual International Authority File: 63336211
- WorldCat: E39PBJfRGYCWrBwYt7wJp6GJXd